# オーメン 呪戒
『オーメン 呪戒』（オーメン じゅかい、原題: OMINOUS）は、2009年のアメリカ合衆国の映画。

## キャスト
| 役名           | 俳優                             | 日本語吹替 |
| -------------- | -------------------------------- | ---------- |
| サラ           | メリッサ・サリナス               | 浜田初     |
| ミッチ         | ジョセフ・アンソニー・ジェット   | 宮健一     |
| スコット       | ニック・ウルフ                   | 吉利麻里   |
| ギャビン       | ショーン・パトリック・フラハティ | 筒井絵理奈 |
| クリスティーナ | エリザベス・パーディ             | 北村幸子   |

- その他の日本語吹き替え：西垣俊作、真田雅隆、畠山豪介、奥井優子、小川亜沙子、松岡由起子、上村紗安香

| スタブアイコン | サブスタブ | この項目は、まだ閲覧者の調べものの参照としては役立たない、映画に関連した書きかけの項目です。この項目を加筆・訂正などしてくださる協力者を求めています（P:映画/PJ:映画）。 |